# Capitán Oca Balda
Capitán Oca Balda — аргентинское научно-исследовательское судно, построенное в ФРГ. Принадлежит Национальному институту исследований и развития рыбных ресурсов (Мар-дель-Плата).

## История создания
Научно-исследовательское судно «Capitán Oca Balda» — третье по счёту в INIDEP. Было построено в 1983 на судоверфи «Jansen» города Леер, в Германии. Судно было специально разработано для исследований рыболовных ресурсов и связанной с ней окружающей средой. Обладает четырьмя научными лабораториями (химическая, океанографическая, биологическая, гидрохимическая) и двумя кабинетами (вычислительный и гидроакустики).
Названо в честь аргентинского капитана Хосе А. Ока Бальда (1887—1939).

## Служба
Национальный институт исследований и развития рыбных ресурсов (INIDEP) действует как оператор и владелец судна. Базовый порт — Мар-дель-Плата. «Capitán Oca Balda» совершил множество научных походов. Основной район исследований — Юго-западная Атлантика. Бортовой номер — LW 4344.